# Valérie Schneider
Valérie Grüninger (Schneider) (* 1988) ist eine Schweizer Schauspielerin, die vor allem durch ihre Rollen in verschiedenen Fernsehserien und Filmen bekannt wurde. Sie stammt aus Ennetbaden und hat in Berlin gelebt.

## Schauspielkarriere
Ihr Durchbruch gelang ihr, als sie zum Casting der Schweizer Schulsoap Best Friends eingeladen wurde und eine Hauptrolle erhielt. Von 2010 bis 2012 spielte sie in drei Staffeln die Rolle der Schülerin Fiona Picaroon. Diese Rolle machte sie einem breiteren Publikum in der Schweiz bekannt.
Zudem übernahm Grüninger 2013 eine Rolle in der populären Schweizer Krimiserie Der Bestatter. In der Episode Stachel im Fleisch verkörperte sie die Figur der Jana Stoppini. Der Film Kreuzungen, in dem sie die Hauptrolle spielte, wurde für den Max Ophülspreis nominiert.
Im deutschen Spielfilm Ostwind 2 spielte Grüninger die Reitschülerin Chicca. 2017 arbeitete sie am Schweizer Spielfilm Lasst die Alten sterben mit und entdeckte ihre Leidenschaft für die Produktion. Im Tatort: Zwei Leben verkörperte Grüninger 2017 die Sekretärin Conti. 2018 verabschiedete sie sich mit Wolkenbruchs wunderliche Reise in die Arme einer Schickse von der Arbeit vor der Kamera und arbeitet seitdem als freiberufliche Projektleiterin und Producerin in der Werbung.
Seit 2021 hat sich Valérie selbstständig gemacht und hat mit ihrem Mann zusammen das Sacred Ways Institute of Transformational Arts in Zürich gegründet. Eine Ausbildungsstätte für Atemtechniken (wie z.B.Conscious Connected Breathwork) und Klangtherapie.

## Filmografie (Auswahl)
- 2010–2012: Best Friends
- 2011: Gute Zeiten, schlechte Zeiten (Fernsehserie, 1 Folge)
- 2013: Der Bestatter (Fernsehserie, 1 Folge)
- 2013: White Buttons
- 2013: Kreuzungen
- 2015: Ostwind 2
- 2017: Lasst die Alten sterben
- 2017: Tatort: Zwei Leben
- 2018: Wolkenbruchs wunderliche Reise in die Arme einer Schickse